# Palpita citrina
Palpita citrina is een vlinder uit de familie van de grasmotten (Crambidae). De wetenschappelijke naam van deze soort is voor het eerst voorgesteld als Pilocrocis citrina door Herbert Druce in een publicatie uit 1902.
De soort komt voor in Costa Rica en Ecuador.